# Henry Bruce (1er baron Aberdare)
Pour les articles homonymes, voir Henry Bruce et Bruce.
Henry Austin Bruce (Duffryn, Aberdare, Glamorganshire, 16 avril 1815 – Londres, 25 février 1895), 1er baron Aberdare, est un homme politique britannique, membre du parti Libéral, ministre de l'Intérieur (1868-1873) et Lord Président du Conseil (1873-1874).

## Biographie

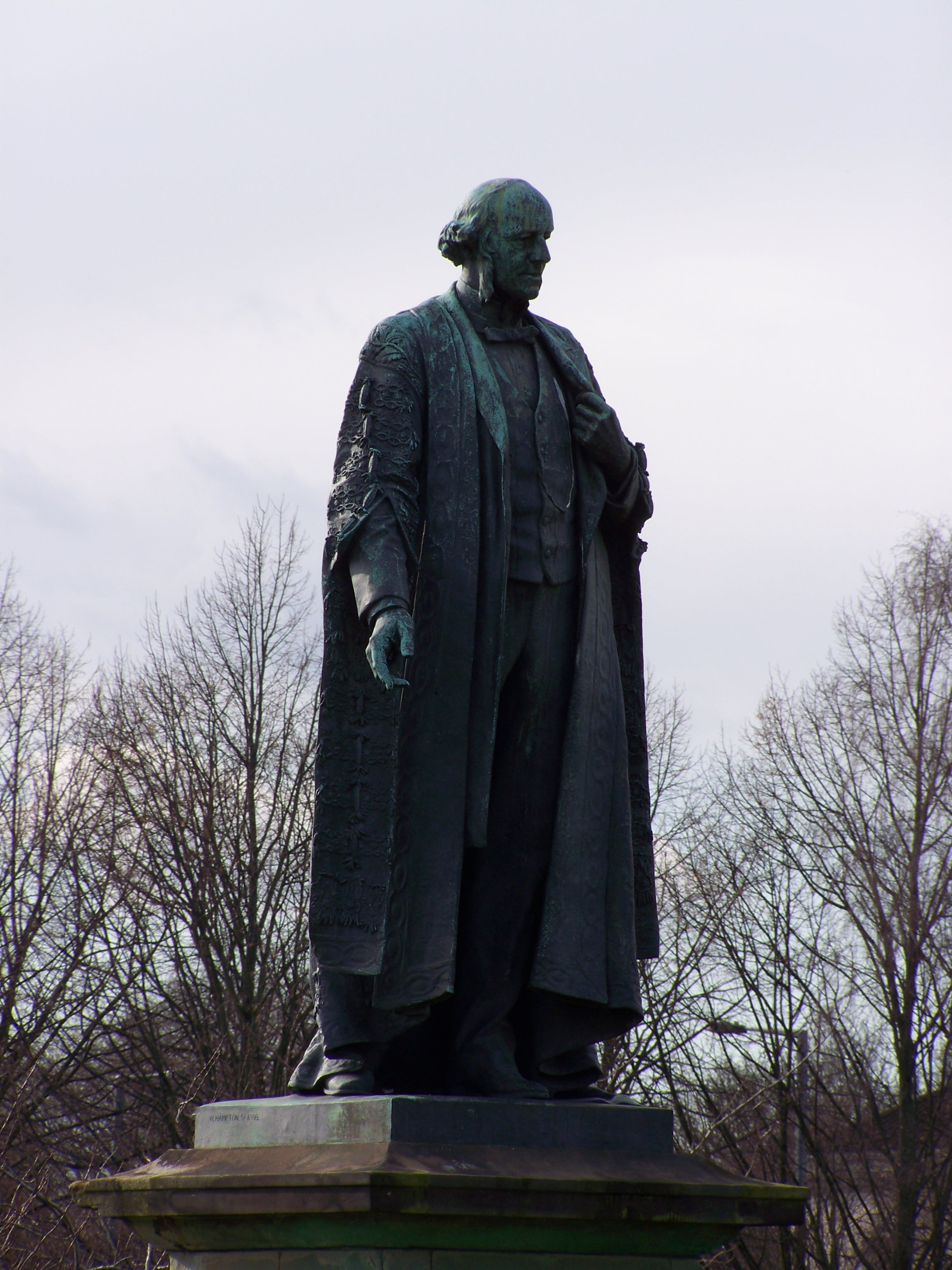
Statue d' Henry Bruce à l'Université de Cardiff

Fils d'un propriétaire terrien, il fait ses études à la Bishop Gore School à Swansea puis, en 1837, devient Barrister. Sa fille benjamine, Alice Bruce, est vice-principale de Somerville Hall de 1898 à 1929.
Magistrat à Merthyr Tydfil et d'Aberdare (1847-1854), il entre au parlement en 1854 comme représentant libéral de Merthyr Tydfil. Il est alors au cœur des revendications des mineurs de la vallée d'Aberdare et ne parvient pas à résoudre le problème de la grève malgré les conciliations qu'il tente.
Il entre pendant ce temps-là dans la gestion de la GKN. Il devient ensuite le deuxième président de la Banque ottomane (1861-1862), remplacé par William Clay, puis fut nommé sous-secrétaire d’État au ministère de l'Intérieur britannique. En 1868, il perd son siège comme représentant de Mertyr Tydfil mais est élu dans le Renfrewshire.
William Ewart Gladstone le choisit comme ministre de l'Intérieur en 1868. Il lance alors une réforme des Lois sur les permis d'alcool au Royaume-Uni et est à l'origine des Licensing Act 1872 qui donnent un pouvoir supérieur aux magistrats, augmentent les pénalités pour mauvaise conduite dans les cabarets et restreignent les heures de ventes de boissons alcoolisées. En 1873, Glasdone lui demande de prendre la responsabilité d'être Lord Président du Conseil (1873-1874). Il est alors fait Pair comme baron Aberdare (23 août 1873).

Armes d'Henry Bruce

La défaite du parti libéral en 1874 met fin à sa vie politique. Il se consacre alors aux questions sociales, éducatives et économiques. En 1876, il est élu membre de la Royal Society. Président de la Royal Historical Society (1878-1891) ainsi que de la Royal Geographical Society et de la Girls' Day School Trust, en 1888, il dirige la commission du tableau officiel des poids lors des pendaisons (Official Table of Drops) visant à assurer la mort sans souffrance des condamnés.
En 1882, il s'investit pleinement dans l'étude de l'Afrique de l'Ouest et devient président de la National African Company (1882-1895). Il est fait en 1885 Grand-Croix de l'Ordre du Bain.
En 1894, il obtient la fondation d'un Collège universitaire de Galles du Sud et Monmouthshire qui est aujourd'hui l'Université de Cardiff.
Il meurt à Londres en 1895. Il est inhumé à Mountain Ash (Pays de Galles)

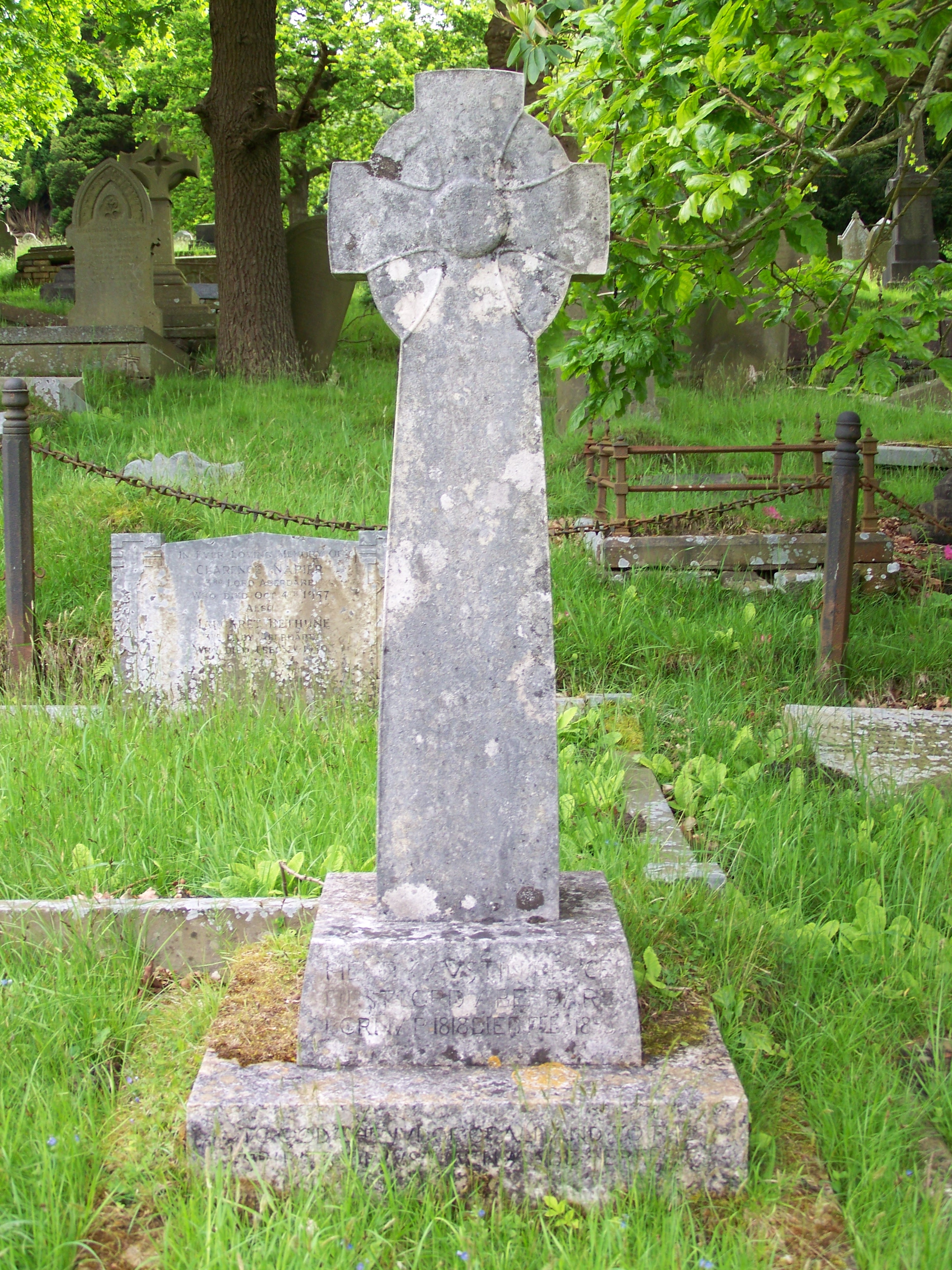
Tombe de Henry Bruce à Mountain Ash dans le cimetière Aberffrwd

## Hommages
- Sur le socle de sa tombe est écrit : To God the Judge of all and to the spirits of just men more perfect.

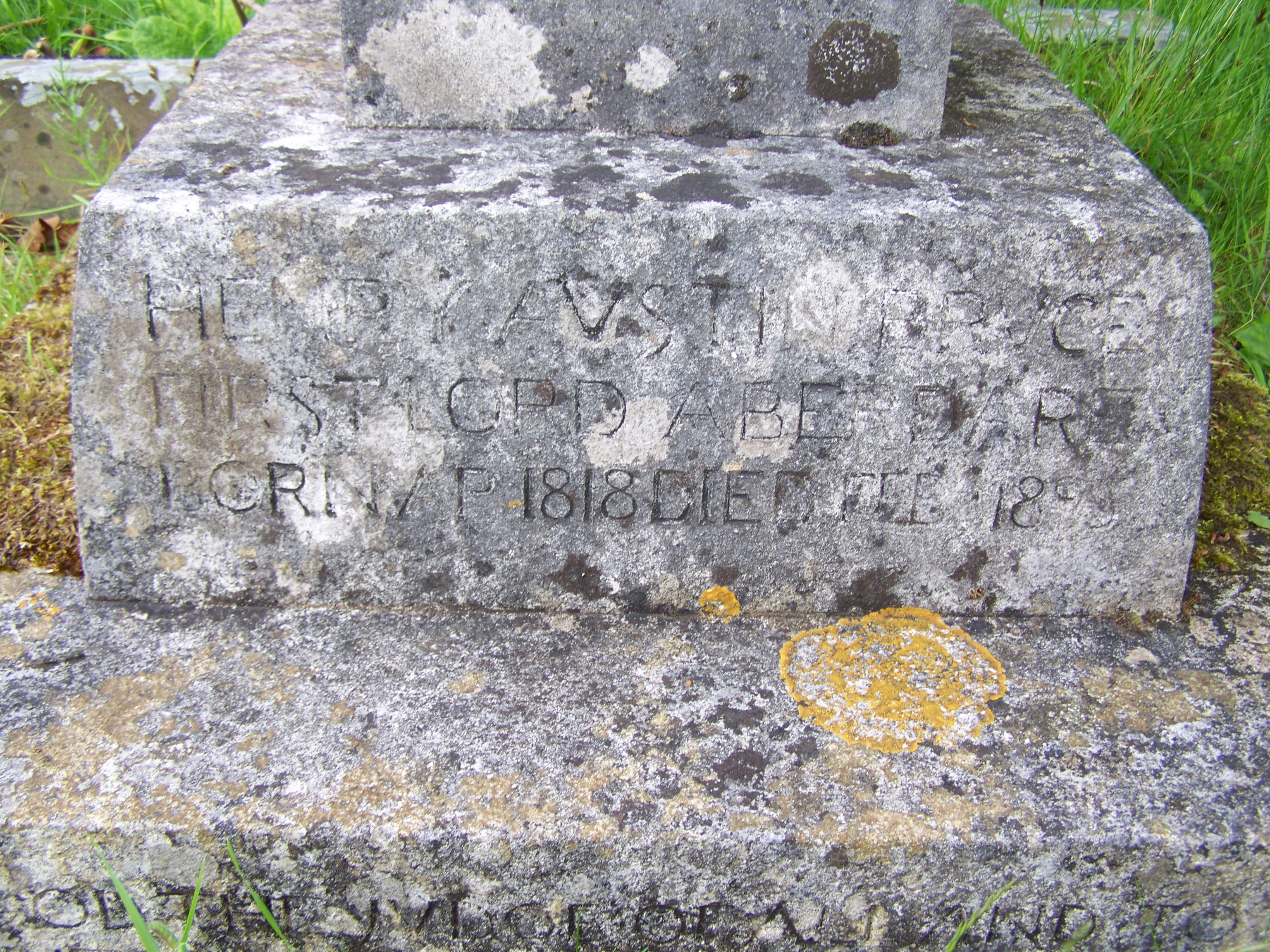
Inscription sur sa tombe

- Une île de l'Archipel François-Joseph est nommée île Bruce en 1895 par Frederick G. Jackson.